# Kostel svatého Bartoloměje (Březnice)
Kostel svatého Bartoloměje je římskokatolický chrám v obci Březnice v okrese Zlín. Je chráněn jako kulturní památka České republiky.

## Historie
První písemná zmínka o kostele pochází z roku 1437 (je uvedeno farní beneficium a patronátní právo - to znamená, že zde stál kostel a fara). Osudy kostela byly značně proměnlivé. Původně katolický kostel přešel v roce 1570 do rukou českých bratří, v roce 1619 je uváděn jako luteránský. Po třicetileté válce znovu přešel do správy katolické církve.

## Popis
Kostel má původně gotické jádro, v 19. století (po obnovení samostatné farní správy v roce 1858) byl přestavěn a rozšířen.
Je farním kostelem farnosti Březnice u Zlína.